# Echteld (gemeente)
Echteld is een voormalige gemeente in Gelderland, bestaande uit de dorpen Echteld, Ochten (gemeentehuis), IJzendoorn en de buurtschappen Den Akker, Eldik, Hoogbroek, Medel, Ooij en Pottum.
De gemeente Echteld ontstond op 1 januari 1818 uit de gemeente Ochten. IJzendoorn werd toen een zelfstandige gemeente en de naam van het overige deel van de gemeente werd veranderd in Echteld. Op 1 mei 1923 werd IJzendoorn weer bij Echteld gevoegd. Per 1 januari 2002 werd Echteld samengevoegd met de gemeenten Kesteren en Dodewaard tot een fusiegemeente onder de werknaam Kesteren. Op 1 april 2003 werd de naam van de nieuwe gemeente Neder-Betuwe. De buurtschap Medel ging daarbij over naar de gemeente Tiel. In 1956 was de buurtschap Latenstein al aan Tiel overgedragen.
Het gemeentehuis in Ochten is na de herindeling in gebruik geweest als school. Vanaf 3 januari 2011 is het in gebruik als tijdelijke hoofdvestiging van de gemeente Neder-Betuwe, totdat de verbouw van het gemeentehuis in Opheusden klaar is.